# Pont des Fées (Vologne)
Pour les articles homonymes, voir Pont des Fées.
Le pont des Fées est un pont situé sur les communes de Gérardmer et Xonrupt-Longemer dans le département des Vosges en région Grand Est. Il enjambe la Vologne après avoir rejoint les ruisseaux de Belbriette et des Fies en amont de Xonrupt.

## Toponymie
L'origine de son appellation est due à l'abondance d'épicéas, en patois « fie », qui donne pont des fies, soit pont des Fées en français.   

## Histoire
Il fut construit en 1763 et restauré entre 1782 et 1838 et était l'unique passage desservant Saint-Dié à la maison-forte de Martimpré. Il est vraisemblable qu'un autre pont en bois et plus ancien ait existé, mais n'a pas laissé de trace.
Le pont dit Pont des Fées est inscrit au titre des monuments historiques par arrêté du 11 février 1972.

## Description
Il s'agit d'un pont voûté, construit en pierres médiévales. Sa portée est de 11,80 mètres.  

## Valorisation du patrimoine
Le site a subi des travaux de rénovation et dispose d'un panneau indicateur relevant l'historique et la légende du site. 

## Légendes

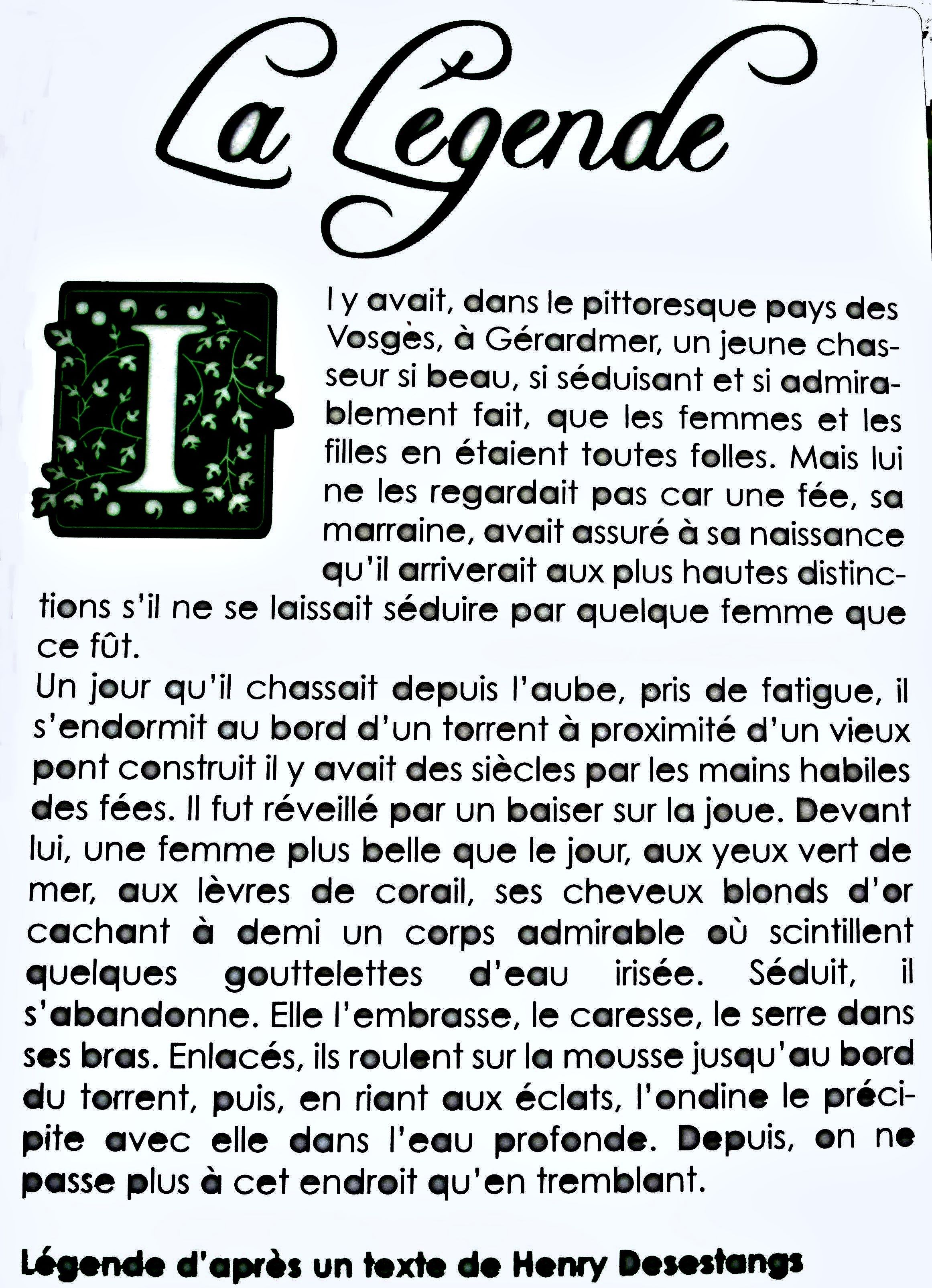
Légende.

Plusieurs légendes sont prêtées au site. Selon une de ces dernière, une fée attirerait les chevaliers pour leur faire boire un philtre afin qu'ils ne soient plus clairvoyants et de les attirer à construire le pont avant d’être relâchés à l'aube. 